# 6592 Goya
6592 Goya (1986 TB12) là một tiểu hành tinh vành đai chính được phát hiện ngày 3 tháng 10 năm 1986 bởi Karachkina, L. G. ở Nauchnyj.